# Google Zemljevidi
Google Zemljevidi je prosto dostopen strežnik z geografskimi podatki in zemljevidi, ki ga ponuja podjetje Google. Dosegljivi so zemljevidi držav sveta, zemljevidi večjih mest, satelitske slike celega sveta ter pogled iz talne perspektive (Street View). Z njimi se lahko tudi načrtuje poti za potovanje peš, s kolesom ali avtom. Podprti so tudi zemljevidi, vgrajeni na spletnih straneh tretjih oseb preko programske knjižice Google Maps API , in lokator mestnih podjetij ter drugih organizacij v številnih državah po vsem svetu.  Satelitski posnetki niso posodobljeni v realnem času, vendar pa Google redno dodaja posnetke, zato večina slik ni starejših od 3 let. Zemljevide lahko shranjujete na svoji napravi. Bolj podroben prikaz pa ponuja program Google Earth.
Obstajata tudi različici za Luno  in Mars . Od leta 2021 obstaja tudi možnost ogleda kraja v preteklost vse do leta 1984.

### Predogledi in slike
- Lookup any ip address with google maps